# 원예

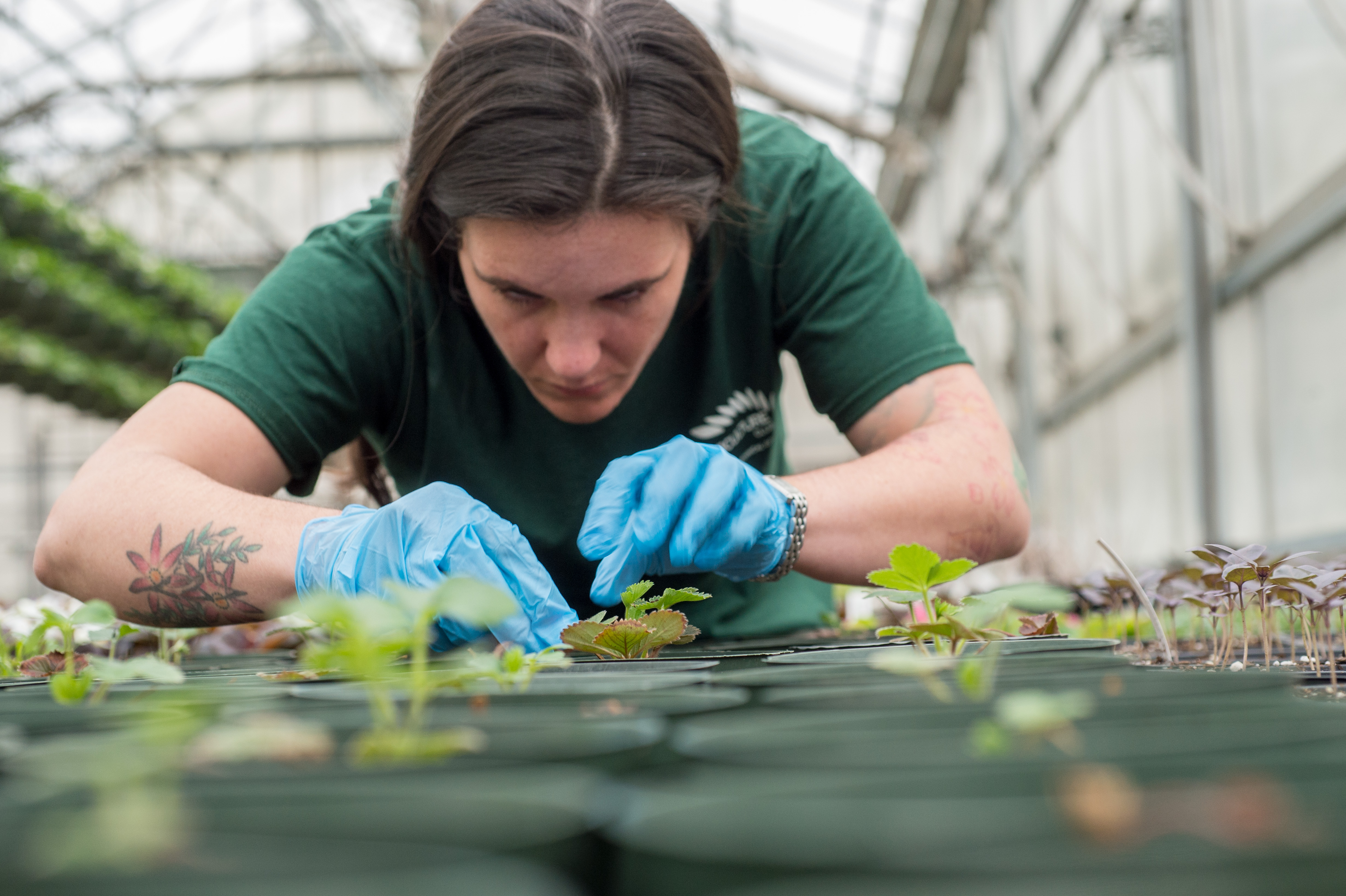
2015년 3월, 조지아주 로렌스빌에 있는 마켓 가든에서 식물을 돌보는 원예학과 학생

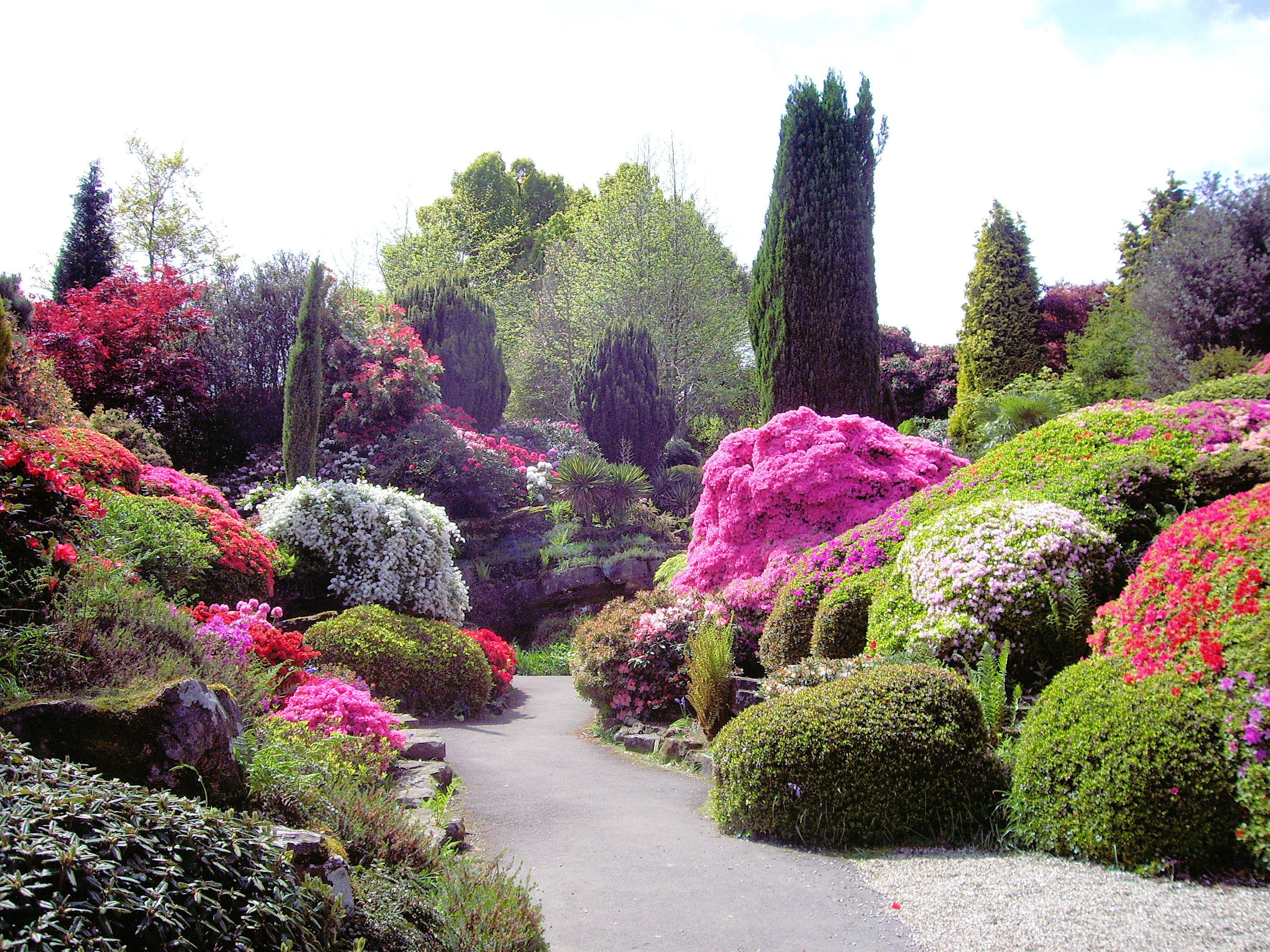
바위 정원, 레오너드리 정원

원예(園藝, 영어: horticulture, gardening)는 농업의 한 분야로 라틴어 hortus(園)와 cultra(藝)에서 나왔으며 채소, 과일, 화초 등을 심어서 가꾸는 일이나 기술을 말한다. 영어의 horticulture는 정원(庭園)을 관리한다는 의미로 gardening(造園術: 조원술)이며 이는 둘러싼다는 의미의 gird에서 나온 말이다. 원예학(Horticultural science)은 원예를 잘하는 법에 대한 학문으로 기술적인 면에서 식물학과 경제성 면에서 경영학이 혼합된 학문이다. 과실나무만을 집중으로 기르는 과수원예, 채소를 재배하는 채소원예 등이 있다. 도시 근처에서 재배하는 근교원예, 도시에서 먼 지역에서 재배하는 수송원예로 나눌 수 있다. 원예에 쓰이는 식물의 생식법으로는 실생법(씨 뿌리기), 꺾꽂이, 휘묻이, 접붙이기 등이 있다.
는 식물이 자라는 여러 조건, 가령 물이나 햇빛, 온도와 용토 등을 모두 알맞게 해야 한다. 이러한 조건을 충족시키려 온실 따위를 사용한다. 특히, 온실은 온도를 유지하는 데 매우 유용하다. 햇빛은 식물의 광합성이나 휴면, 덩이줄기 생성에 직접 영향을 미치므로, 매우 주의해야 한다. 그리고 시기에 맞게 가지치기도 실시해야 한다. 특히, 회양목이나 향나무와 같이 관상용으로 기르는 나무는 잎이나 가지가 삐져나오면 보기 흉할 수 있으므로 적절하게 가지를 쳐 주어야 한다. 그러나 가지치기도 알맞은 때에, 적당하게 잘라내야 한다.
토양 관리도 식물의 생장에 직접 영향을 미친다. 따라서 식물에 맞는 토양을 준비해야 한다. 특히, 공기나 물에서는 얻을 수 없는 칼륨, 칼슘, 인, 마그네슘 따위의 영양소는 식물에게 필수이므로 주의한다. 또한, 용토에 따라 통풍, 배수량이 달라지므로 적절한 용토를 선택해야 한다. 화분에 기를 때에는, 정기적으로 분갈이를 해 주어야 한다.
원예작물의 종류에는 채소류, 과수류, 화훼류가 있는데 화훼류에는 초화류와 관엽류가 있다.

## 같이 보기
- 조경
- 국제 원예학회
- 원예사
- 정원 가꾸기